# Municipio de Meshoppen
El municipio de Meshoppen (en inglés: Meshoppen Township) es un municipio ubicado en el condado de Wyoming en el estado estadounidense de Pensilvania. En el año 2000 tenía una población de 877 habitantes y una densidad poblacional de 21 personas por km².

## Geografía
El municipio de Meshoppen se encuentra ubicado en las coordenadas 41°37′00″N 76°04′59″O / 41.61667, -76.08306.

## Demografía
Según la Oficina del Censo en 2000 los ingresos medios por hogar en la localidad eran de $35,833 y los ingresos medios por familia eran $39,375. Los hombres tenían unos ingresos medios de $35,500 frente a los $16,563 para las mujeres. La renta per cápita para la localidad era de $15,670. Alrededor del 18,3% de la población estaban por debajo del umbral de pobreza.